# روح سنت لوئیس
روح سنت لوئیس (به انگلیسی: Spirit of St. Louis) (شماره ثبت:ان-ایکس-۲۱۱) یک هواپیمای تک موتورهٔ تک سرنشینهٔ تک بالهٔ سفارشی ساز است که در تاریخ ۲۰ و ۲۱ مه ۱۹۲۷ با خلبانی چارلز لیندبرگ در یک پرواز بدون توقف از نیویورک تا پاریس را پیمود. لیندبرگ به خاطر این پرواز جایزهٔ ۲۵٬۰۰۰ دلاری ارتگ را برنده شده.
لیندبرگ این هواپیما را از فرودگاه محلی روزولت در گاردن سیتی نیویورک به پرواز درآورد و ۳۳ ساعت و ۳۰ دقیقه بعد در فرودگاه پاری – لو بورژه در فرانسه به زمین نشست. مسافت پیموده شده در این پرواز ۵۸۰۰ کیلومتر بود. این هواپیما که یکی از بهترین هواپیماهای شناخته شده در جهان بود به وسیلهٔ شرکت هواپیمایی رایان در سن دیگوی کالیفرنیا ساخته شد. این شرکت هواپیمایی در آن زمان متعلق به بنجامین فرانکلین ماهونی بود که آن را در سال ۱۹۲۶ از بنیانگذار شرکت کلود رایان خریداری نموده بود. این هواپیما اکنون در موزه ملی هوافضای اسمیتسونین در واشینگتن دی سی در نمایش دائم قرار دارد.

## طراحی و ساخت
این هواپیما رسماً با نام رایان ان وای پی (سرواژهٔ New York to Paris) شناخته می‌شد. این هواپیمای تک باله و تک موتوره به وسیلهٔ دانلد هال که برای شرکت هواپیمایی رایان کار می‌کرد طراحی شد و به افتخار پشتیبانان لیندبرگ از باشگاه راکت سنت لوئیس در سنت لوئیس که شهر زادگاه لیندبرگ بود روح سنت لوئیس نامگذاری شد. برای کوتاه کردن زمان طراحی ان وای پی تا اندازه‌ای بر پایهٔ طراحی هواپیمای پستی ام-۲ شرکت رایان در سال ۱۹۲۶ قرار گرفت و تفاوت عمدهٔ آن با ام-۲ برد پرواز ۴۰۰۰ مایلی آن بود. دولت این طرح را به عنوان یک طرح غیراستاندارد کدگذاری و شمارهٔ ثبت آن را ان-ایکس-۲۱۱ (ایکس کوتاه شدهٔ experimental به معنی آزمایشی است) اعلام نمود.
بنجامین فرانکلین (فرانک) ماهونی و کلود رایان این شرکت را در سال ۱۹۲۵ به عنوان شرکت هواپیمایی برپا نموده کلود رایان پس از این که ماهونی سهم شرکای خود را خرید در شرکت باقی ماند. ویلیام هاولی بولس هنگام ساخت رایان ان وای پی مدیر کارخانه بود و بر روی ساخت آن نظارت می‌کرد. گرچه رایان ان وای پی در سن دیگو برای پرواز از نیورک به پاریس طراحی و ساخته شده بود ولی به نام شهر سن لوئیس در میزوری نامگذاری شد، زیرا هم لیندبرگ و پشتیبانان مالی او در آن شره زندگی می‌کردند.
روح سنت لوئیس برای برنده شدن جایزهٔ ۲۵۰۰۰ دلاری ارتگ برای یک پرواز بی توقف از نیویورک تا پاریس طراحی و ساخته شد. لیندبرگ باید این جایزه را می‌برد. هال و کارکنان شرکت هواپیمایی رایان همراه با لیندبرگ همکاری تنگاتنگی برای طراحی و ساخت این هواپیما داشتند تا بتوانند این هواپیما را در مدت زمان کوتاه ۶۰ روز بسازند.

## نگارخانه

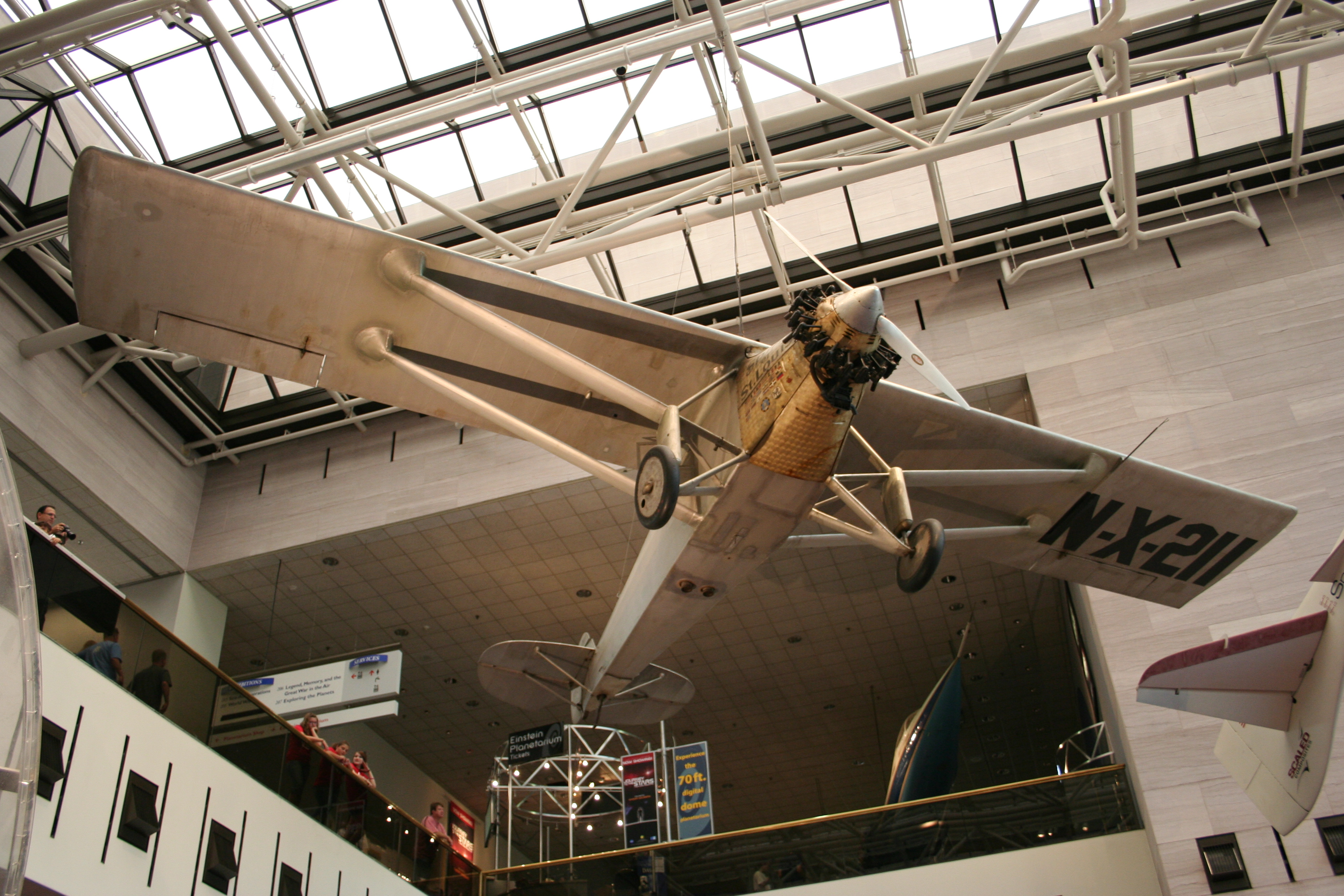
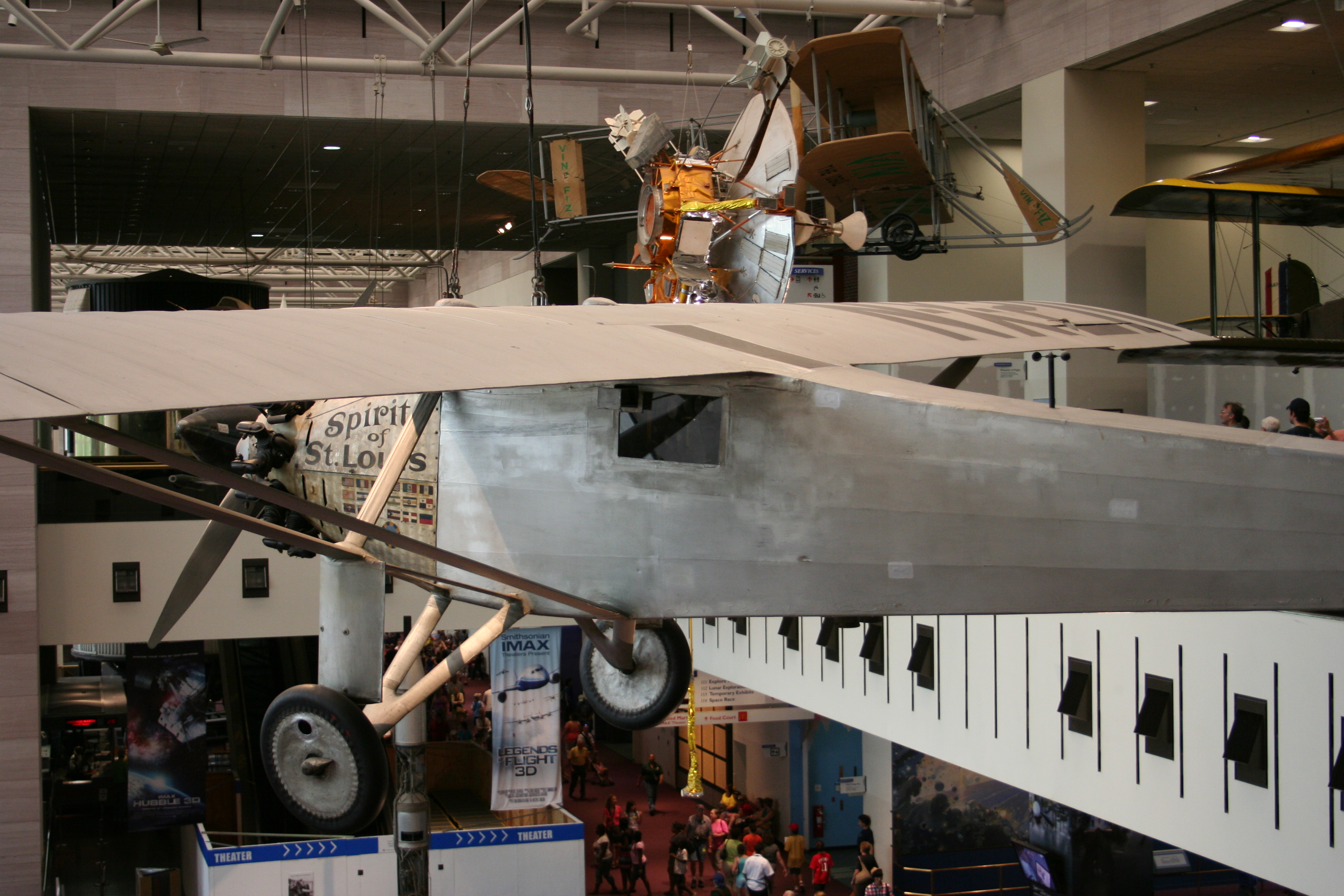
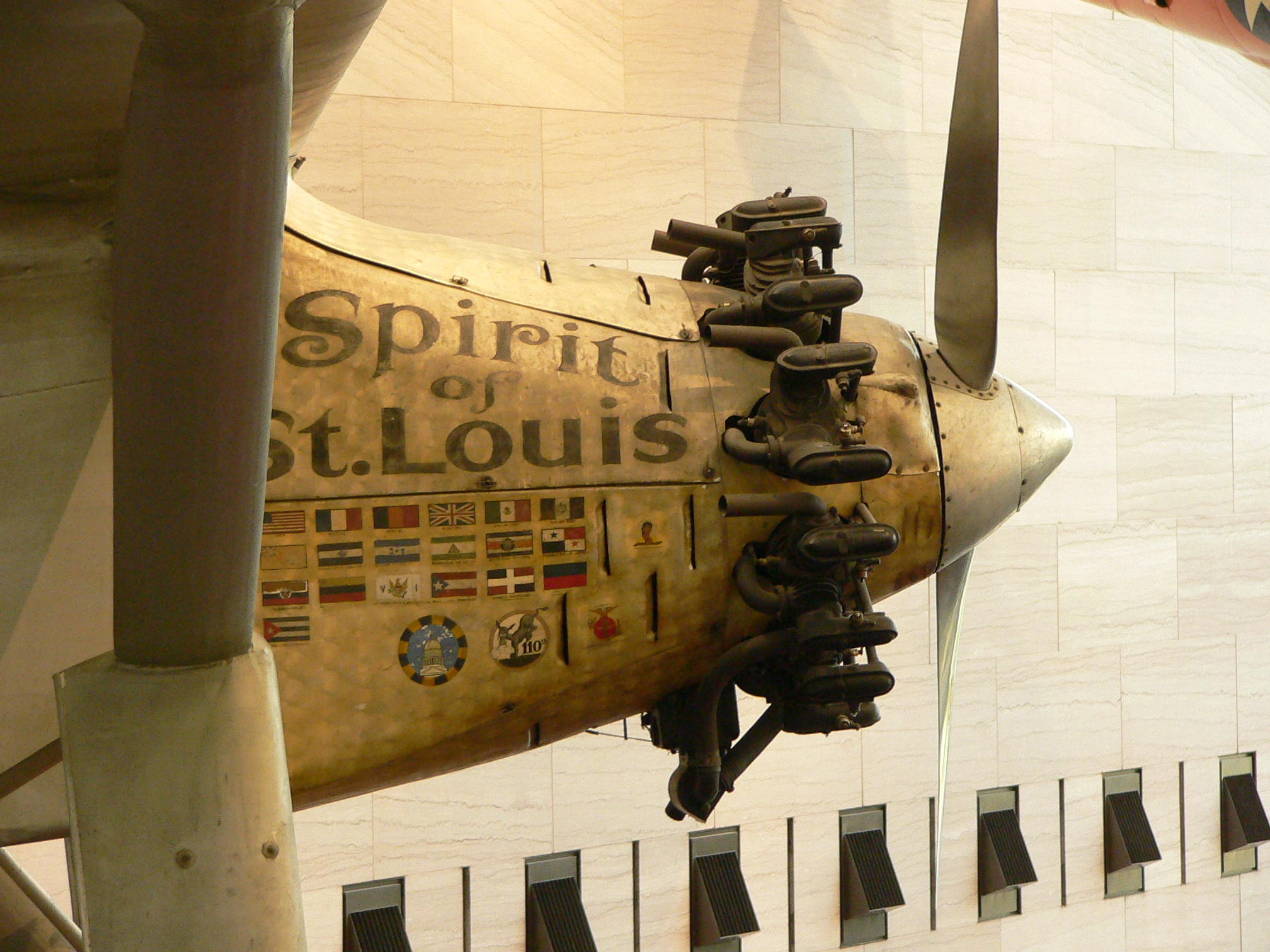
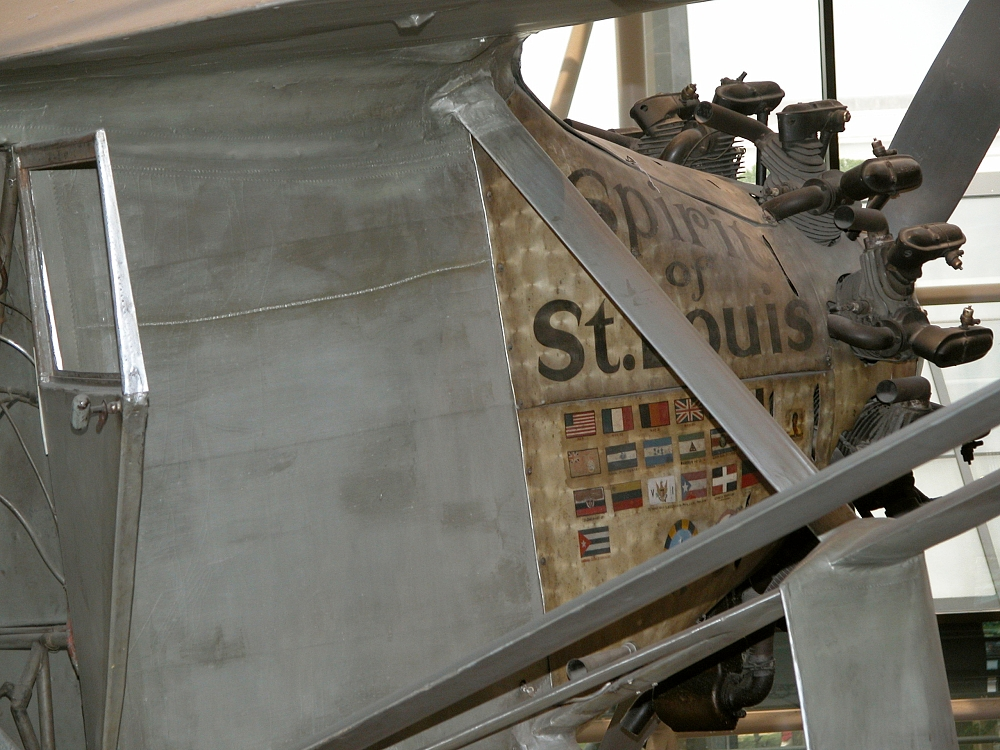
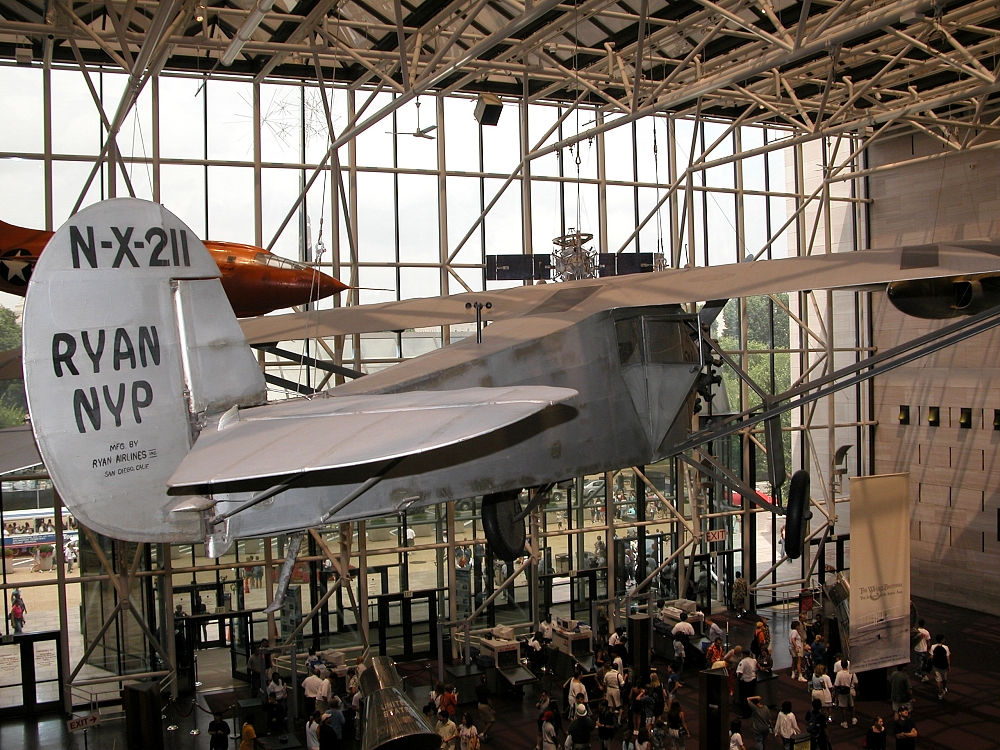
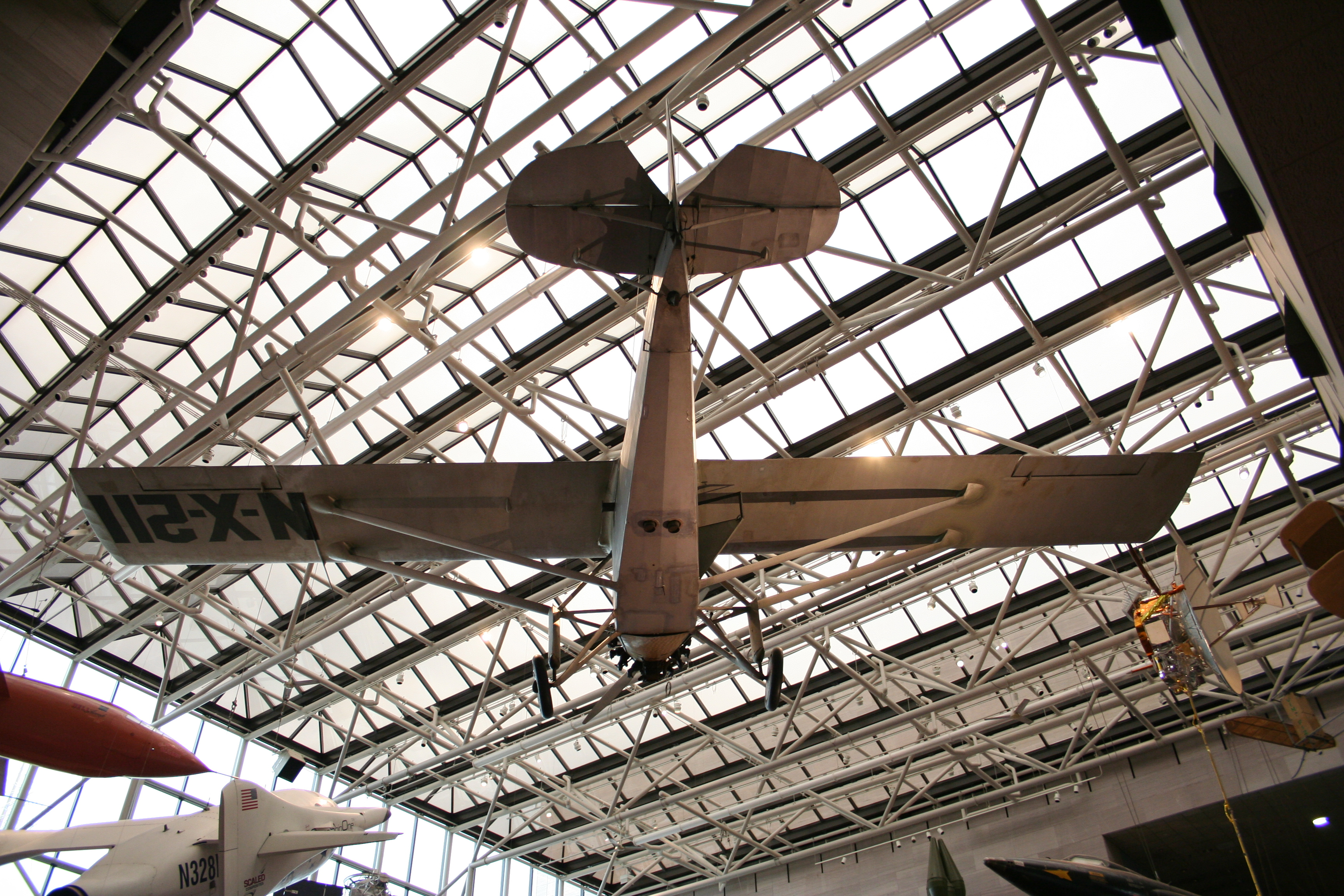
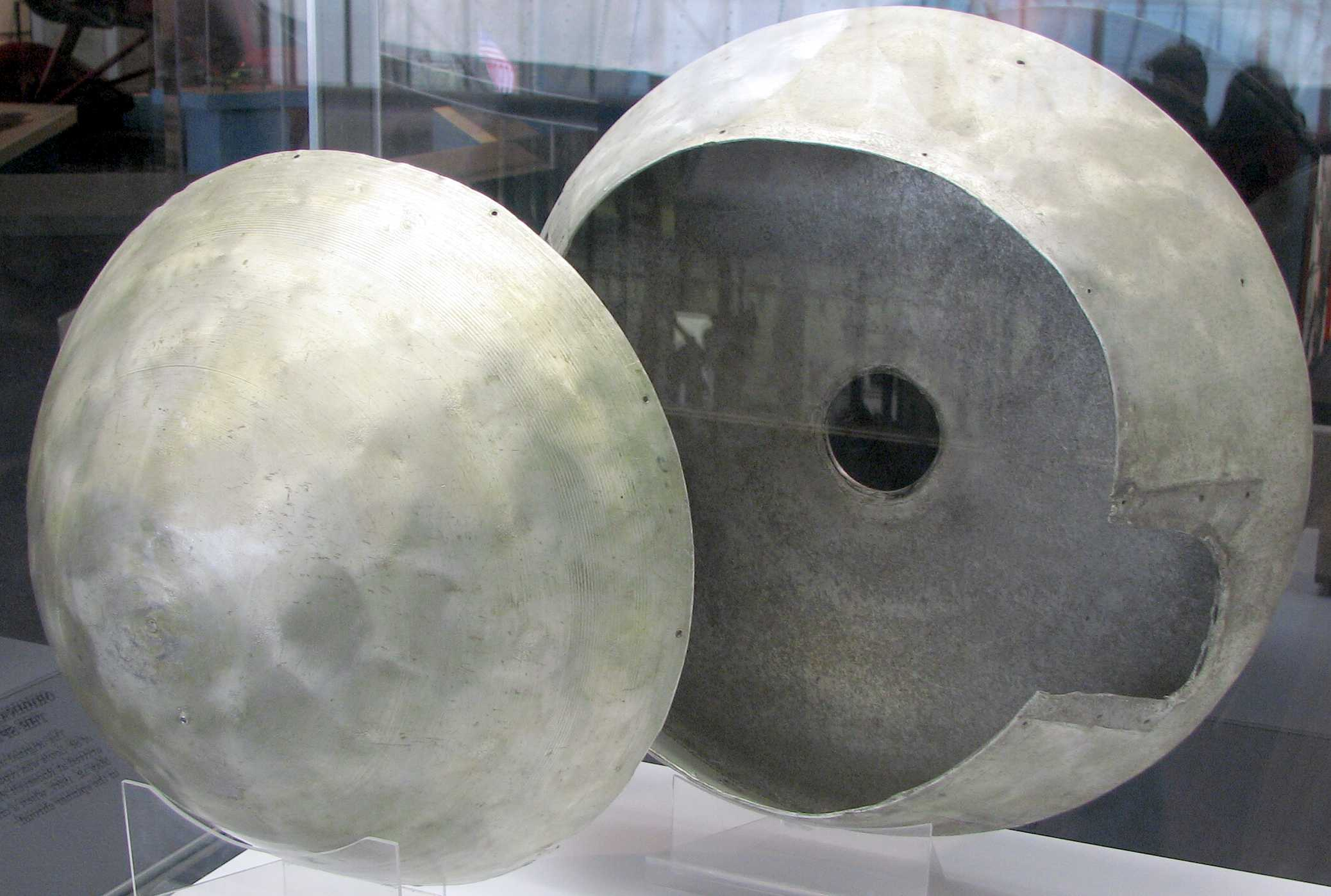
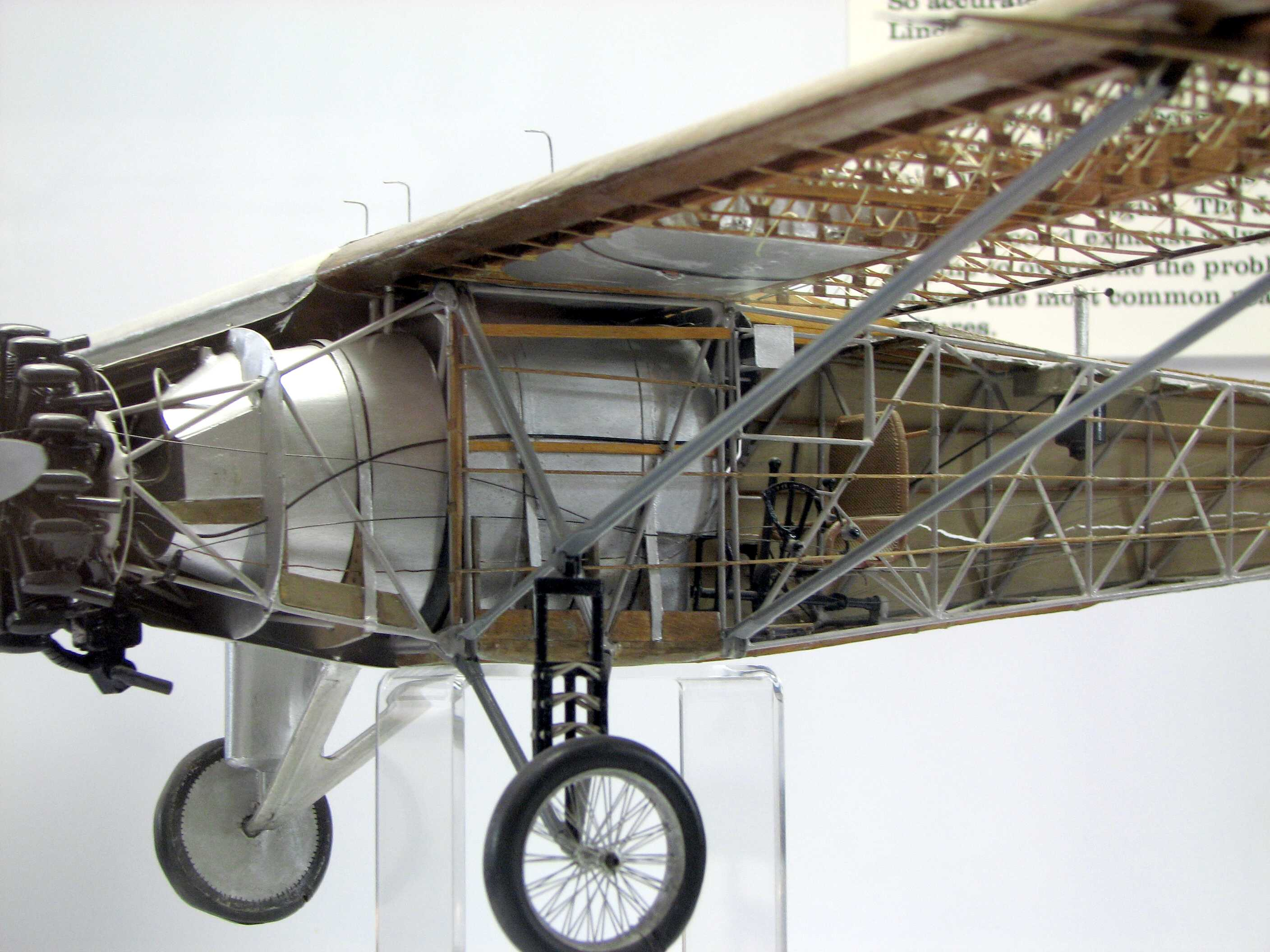
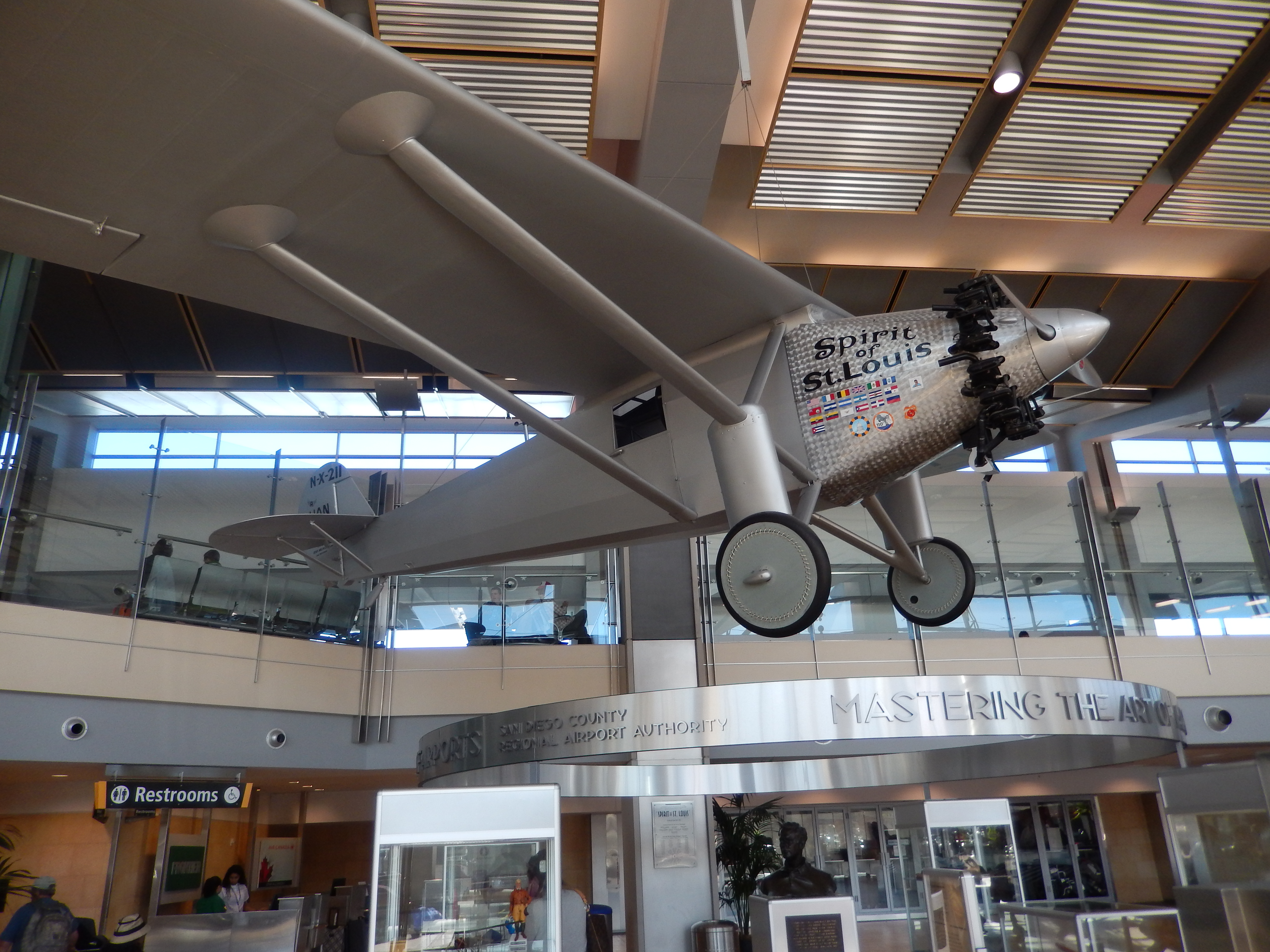